# Anabarilius transmontanus
Anabarilius transmontanus är en fiskart som först beskrevs av Nichols 1925.  Anabarilius transmontanus ingår i släktet Anabarilius och familjen karpfiskar. IUCN kategoriserar arten globalt som otillräckligt studerad. Inga underarter finns listade i Catalogue of Life.